# Бургштајн
Бургштајн (њем. Burgstein) општина је у њемачкој савезној држави Саксонија. Једно је од 45 општинских средишта округа Фогтланд. Према процјени из 2010. у општини је живјело 1.987 становника. Посједује регионалну шифру (AGS) 14523070.

## Географски и демографски подаци
Бургштајн се налази у савезној држави Саксонија у округу Фогтланд. Општина се налази на надморској висини од 549 метара. Површина општине износи 57,9 km². У самом мјесту је, према процјени из 2010. године, живјело 1.987 становника. Просјечна густина становништва износи 34 становника/km².